# Redoubtia polypodia
La redoubtia (Redoubtia polypodia) è un animale estinto di incerta collocazione sistematica. Visse nel Cambriano medio (circa 505 milioni di anni fa) e i suoi resti fossili sono stati ritrovati in Canada, nel famoso giacimento di Burgess Shale.

## Descrizione
I fossili di questo animale mostrano un organismo con un corpo allungato ma robusto di circa 6 centimetri di lunghezza, dotato di numerose strutture simili a tentacoli lungo tutto il margine del corpo. Sembra che questi tentacoli fossero più lunghi nella parte anteriore del corpo. Al centro del corpo allungato, per tutta la sua lunghezza, vi era una sorta di rigonfiamento che forse ospitava un intestino. La metà anteriore del corpo potrebbe essere stata segmentata. 

## Classificazione
Descritto per la prima volta da Charles Doolittle Walcott nel 1918, questo animale venne in un primo tempo accostato agli echinodermi oloturoidi (i cosiddetti cetrioli di mare) principalmente sulla base della forma generale del corpo. Tuttavia, ulteriori analisi hanno indicato che questo animale potrebbe essere stato imparentato con i lobopodi, un gruppo di animali vicini all'origine degli artropodi (Conway Morris, 1993). Un fossile originariamente attribuito a Redoubtia è stato in seguito riattribuito a un altro genere, Gelenoptron, considerato un rappresentante degli cnidari (Conway Morris, 1993). 